# PC Player
PC Player war ein deutsches PC-Spiele-Magazin, das von 1992 bis 2001 monatlich herausgegeben wurde. Die Gründer waren Heinrich Lenhardt und Boris Schneider. Von Dezember 1993 bis Oktober 1994 erschien eine gleichnamige britische Zeitschrift ohne Bezug zur deutschen PC Player.
Sitz der Redaktion war zunächst der im östlichen Münchener Umland gelegene Ort Poing, was in der Zeitschrift auch mehrfach humoristisch verarbeitet wurde. Ende 1995 zogen Verlag und Zeitschrift in das nur wenige Kilometer westlich davon gelegene Feldkirchen. Zum Jahreswechsel 1997/98 zog die Redaktion allerdings wieder zurück nach Poing. Im Zuge der Übernahme durch den Future-Verlag zog die Redaktion Ende 1999 dann in die unmittelbare Umgebung des Münchener Ostbahnhofs.

## Geschichte

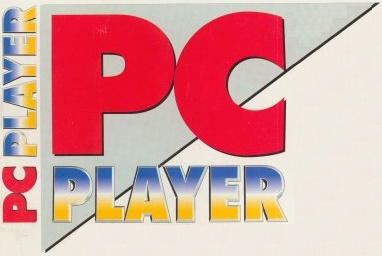
Logo der PC Player von Heft 6/1993 bis 12/1998

Die PC Player war der Versuch, erstmals mit einer Zeitschrift über PC-Spiele ein älteres Publikum anzusprechen. Herausgegeben wurde sie vom DMV Daten- und Medienverlag. Die Erstausgabe 1/93 wurde Ende 1992 auf der „World of Commodore“-Messe in Frankfurt verkauft. Die Redaktion bestand im Wesentlichen aus Boris Schneider und Heinrich Lenhardt. Zu den ersten Redakteuren gehörte unter anderem Florian Stangl.
Chefredakteure waren zunächst die Heftgründer Heinrich Lenhardt und Boris Schneider, danach folgten Jörg Langer (kommissarisch), Ralf Müller und Manfred Duy. Leitender Redakteur war zuletzt Martin Schnelle.
Mit einer Auflage von 140.000 Exemplaren war die PC Player im März 1994 die meistverkaufte Computerspiele-Zeitschrift Deutschlands.
Während bei der Umschlaggestaltung der Hefte in der Regel auf Screenshots und offizielle Spieleillustrationen zurückgriffen wurde, steuerte der Grafiker Celâl Kandemiroğlu (kurz Celâl) für die Ausgaben 5/1996 bis einschließlich 12/1997 die Titelbilder bei.
Der Comic Starkiller, der zuvor monatlich in der Power Play erschien, fand in der PC Player eine neue Heimat und wurde bis Mitte 1995 fortgeführt. Ganzseitige Auszüge aus Midams Kid-Paddle-Comics wurden 1997 bis 1998 als „Hauscomic“ in der Spielezeitschrift abgedruckt. Den Schluss der meisten PC-Player-Ausgaben bildete der Cartoon tikis MS-SpielDOSe.
Als Besonderheit konnte man bei den frühen Ausgaben gegen einen geringen Betrag eine 3,5"-Diskette mit u. a. Shareware und Spiele-Demoversionen anfordern. Als eine der ersten Zeitschriften erschien – als die Verbreitung der CD-ROM zunahm – parallel die Tochterzeitschrift CD Player mit einer CD-ROM als Beilage. Später lag dann auch der regulären PC Player eine CD-ROM bei, auf welcher sich neben den Spieledemos auch die sogenannten Multimedia-Leserbriefe befanden, kurze Videofilme als AVI- oder MPEG-Dateien mit lustigen Beiträgen und Parodien der Redakteure, zunächst gedreht von Toni Schwaiger, ab 1997 dann von Henrik Fisch.
Nach achteinhalb Jahren, 103 Ausgaben und zwei Verlagswechseln wurde die PC Player mit Heft 6/01 vom Future Verlag eingestellt, zusammen mit den Geschäftsaktivitäten des Verlags. Future, die damalige deutsche Tochter von Future Publishing, hatte das äußere Erscheinungsbild der PC Player der zu dem Zeitpunkt in England und USA marktführenden Schwesterzeitschrift PC Gamer angeglichen. Die Einstellung kam für die Leserschaft überraschend; so wurde noch Ausgabe 7/01 angekündigt, die aber nie erschien. Zuletzt konnte die PC Player monatlich etwa 88.700 Hefte verkaufen und hatte zirka 23.800 Abonnenten. Seit 1999 war die Auflage jedoch signifikant zurückgegangen.

## Auflagenstatistik
| Anzahl der monatlich verkauften Ausgaben | Anzahl der monatlich verkauften Ausgaben | Anzahl der monatlich verkauften Ausgaben | Anzahl der monatlich verkauften Ausgaben | Anzahl der monatlich verkauften Ausgaben |
| ---------------------------------------- | ---------------------------------------- | ---------------------------------------- | ---------------------------------------- | ---------------------------------------- |
| Jahr                                     |                                          |                                          | Auflage a                                |                                          |
| 1993                                     | 1993                                     |                                          | 62.599                                   | 62.599                                   |
| 1994                                     | 1994                                     |                                          | 141.296                                  | 141.296                                  |
| 1995                                     | 1995                                     |                                          | 160.943                                  | 160.943                                  |
| 1996                                     | 1996                                     |                                          | 167.398                                  | 167.398                                  |
| 1997                                     | 1997                                     |                                          | 158.869                                  | 158.869                                  |
| 1998                                     | 1998                                     |                                          | 125.416                                  | 125.416                                  |
| 1999                                     | 1999                                     |                                          | 122.341                                  | 122.341                                  |
| 2000                                     | 2000                                     |                                          | 104.491                                  | 104.491                                  |
| 1/2001                                   | 1/2001                                   |                                          | 88.717                                   | 88.717                                   |
| Quelle: IVW                              |                                          |                                          |                                          |                                          |

| Anzahl der monatlich verkauften Abonnements | Anzahl der monatlich verkauften Abonnements | Anzahl der monatlich verkauften Abonnements | Anzahl der monatlich verkauften Abonnements | Anzahl der monatlich verkauften Abonnements |
| ------------------------------------------- | ------------------------------------------- | ------------------------------------------- | ------------------------------------------- | ------------------------------------------- |
| Jahr                                        |                                             |                                             | Abos a                                      |                                             |
| 1993                                        | 1993                                        |                                             | 5.843                                       | 5.843                                       |
| 1994                                        | 1994                                        |                                             | 14.019                                      | 14.019                                      |
| 1995                                        | 1995                                        |                                             | 20.934                                      | 20.934                                      |
| 1996                                        | 1996                                        |                                             | 27.524                                      | 27.524                                      |
| 1997                                        | 1997                                        |                                             | 27.842                                      | 27.842                                      |
| 1998                                        | 1998                                        |                                             | 24.922                                      | 24.922                                      |
| 1999                                        | 1999                                        |                                             | 21.712                                      | 21.712                                      |
| 2000                                        | 2000                                        |                                             | 24.149                                      | 24.149                                      |
| 1/2001                                      | 1/2001                                      |                                             | 23.812                                      | 23.812                                      |
| Quelle: IVW                                 |                                             |                                             |                                             |                                             |